# Enrico Avanzi
Enrico Avanzi (Soiano del Lago, 19 gennaio 1888 – Pisa, 17 marzo 1974) è stato un genetista e agronomo italiano.

## Biografia
Iniziò i suoi studi iscrivendosi alla Scuola Superiore di Agricoltura (nome originario della futura facoltà di agraria) dell'Università di Pisa, dove si laureò in scienze Agrarie con lode. Nel 1917 conseguì la libera docenza in agronomia e ottenne l'incarico di insegnamento presso la stessa università, che mantenne fino al 1928. Nello stesso periodo diresse inoltre l'Azienda Agraria sperimentale e il Gabinetto di Agronomia dell'università di Pisa, oltre a fondare l'Istituto regionale toscano di cerealicoltura, da lui retto fino al 1928. 
Nel 1928 si trasferì in Trentino, chiamato a dirigere l'Istituto agrario di San Michele all'Adige, con annessa stazione sperimentale, di cui restò direttore fino al 1941.
In Trentino si dedicò allo studio dell'adattamento delle varietà di grano all'ambiente montano. Approfondì diverse ricerche sul miglioramento genetico di mais, patata, avena, grano ed essenze foraggere. Durante il periodo di presidio a San Michele assunse altri incarichi: nel 1938 vinse il concorso per ricoprire la cattedra di Agronomia generale e coltivazioni erbacee dell'università di Milano e nel 1940 tornò a presidiare la cattedra dell'ateneo pisano.
Dal 1947 al 1959 fu rettore dell'Università di Pisa.